# Томи Емануел
Томи Емануел (на английски: William Thomas „Tommy“ Emmanuel) е австралийски китарист, изключително популярен в родината си и известен с виртуозните си изпълнения на акустична китара. Запазена марка на този изпълнител е неговия т.нар. „fingerpicking“ стил, енергичност и перкусионни елементи на китара.

## Биография
Томи Емануел е роден на 31 май 1955 г. в Мъзуелбрук, Австралия.

## Дискография
- 1979 From Out Of Nowhere
- 1987 Up From Down Under
- 1990 Dare to Be Different
- 1992 Determination
- 1993 The Journey
- 1993 The Journey Continues
- 1995 Initiation
- 1995 Terra Firma (with Phil Emmanuel)
- 1995 Classical Gas
- 1996 Can't Get Enough
- 1997 Midnight Drive (US release of Can't Get Enough)
- 1997 The Day Finger Pickers Took Over The World – с Чет Аткинс
- 1998 Collaboration
- 2000 Only
- 2001 The Very Best of Tommy Emmanuel
- 2004 Endless Road
- 2005 Live One
- 2006 Happy Hour (with Jim Nichols)
- 2006 The Mystery
- 2008 Center Stage
- 2009 Just Between Frets (with Frank Vignola)
- 2010 Little by Little
- 2010 Tommy Emmanuel Essential 3.0